# Піні (Манітоба)
Піні (англ. Piney) — сільський муніципалітет в Канаді, у провінції Манітоба.

## Населення
За даними перепису 2016 року, сільський муніципалітет нараховував 1726 осіб, показавши зростання на 0,3%, порівняно з 2011-м роком. Середня густина населення становила 0,7 осіб/км².
З офіційних мов обидвома одночасно володіли 220 жителів, тільки англійською — 1 505. Усього 260 осіб вважали рідною мовою не одну з офіційних, з них 5 — одну з корінних мов, а 35 — українську.
Працездатне населення становило 52,3% усього населення, рівень безробіття — 8,2% (9,1% серед чоловіків та 8,5% серед жінок). 81% осіб були найманими працівниками, а 18,4% — самозайнятими.
Середній дохід на особу становив $31 689 (медіана $23 962), при цьому для чоловіків — $37 081, а для жінок $25 552 (медіани — $30 656 та $19 824 відповідно).
33,6% мешканців мали закінчену шкільну освіту, не мали закінченої шкільної освіти — 34,3%, 32,1% мали післяшкільну освіту, з яких 11,1% мали диплом бакалавра, або вищий.
| Статево-вікова структура населення | Статево-вікова структура населення | Статево-вікова структура населення | Статево-вікова структура населення | Статево-вікова структура населення |
| ---------------------------------- | ---------------------------------- | ---------------------------------- | ---------------------------------- | ---------------------------------- |
|                                    |                                    |                                    |                                    |                                    |
| Всього                             | Всього                             | 55,1%44,9%                         |                                    |                                    |
| 0 — 14 років                       | 0 — 14 років                       |                                    | 15,4%                              | 15,4%                              |
| 15 — 64 років                      | 15 — 64 років                      |                                    | 59,7%                              | 59,7%                              |
| 65 і більше                        | 65 і більше                        |                                    | 24,9%                              | 24,9%                              |
| 85 і більше                        | 85 і більше                        |                                    | 1,4%                               | 1,4%                               |
| Середній вік (років)               | Середній вік (років)               | 45,247,1                           | 46,1                               | 46,1                               |
| Медіана (років)                    | Медіана (років)                    | 50,652,7                           | 51,4                               | 51,4                               |
| — чоловіки — жінки                 |                                    |                                    |                                    |                                    |

| Походження мешканців:     | Походження мешканців:     | Походження мешканців: | Походження мешканців: | Походження мешканців: |
| ------------------------- | ------------------------- | --------------------- | --------------------- | --------------------- |
| Походження                |                           |                       | осіб                  | %                     |
| Корінні американці        | Корінні американці        |                       | 405                   | 24.85%                |
| Інше північноамериканське | Інше північноамериканське |                       | 505                   | 30.98%                |
| Європейське               | Європейське               |                       | 1 335                 | 81.9%                 |
| британське                | британське                |                       | 535                   | 32.82%                |
| французьке                | французьке                |                       | 355                   | 21.78%                |
| українське                | українське                |                       | 300                   | 18.4%                 |
| Азійське                  | Азійське                  |                       | 25                    | 1.53%                 |

| Зайнятість населення за галузями (за класифікацією NOC): | Зайнятість населення за галузями (за класифікацією NOC): | Зайнятість населення за галузями (за класифікацією NOC): | Зайнятість населення за галузями (за класифікацією NOC): | Зайнятість населення за галузями (за класифікацією NOC): |
| -------------------------------------------------------- | -------------------------------------------------------- | -------------------------------------------------------- | -------------------------------------------------------- | -------------------------------------------------------- |
|                                                          |                                                          |                                                          |                                                          |                                                          |
| Управління                                               | Управління                                               |                                                          | 13%                                                      | 13%                                                      |
| Бізнес, фінанси та адміністрування                       | Бізнес, фінанси та адміністрування                       |                                                          | 11,6%                                                    | 11,6%                                                    |
| Природничі та прикладні науки                            | Природничі та прикладні науки                            |                                                          | 4,1%                                                     | 4,1%                                                     |
| Охорона здоров'я                                         | Охорона здоров'я                                         |                                                          | 2,7%                                                     | 2,7%                                                     |
| Освіта, правозахист, муніципальні та урядові служби      | Освіта, правозахист, муніципальні та урядові служби      |                                                          | 12,3%                                                    | 12,3%                                                    |
| Мистецтво, культура, відпочинок та спорт                 | Мистецтво, культура, відпочинок та спорт                 |                                                          | 1,4%                                                     | 1,4%                                                     |
| Роздрібна торгівля та послуги                            | Роздрібна торгівля та послуги                            |                                                          | 18,5%                                                    | 18,5%                                                    |
| Гуртова торгівля, транспорт та обладнання                | Гуртова торгівля, транспорт та обладнання                |                                                          | 24%                                                      | 24%                                                      |
| Природні ресурси, сільське господарство                  | Природні ресурси, сільське господарство                  |                                                          | 9,6%                                                     | 9,6%                                                     |
| Виробництво                                              | Виробництво                                              |                                                          | 4,8%                                                     | 4,8%                                                     |

## Клімат
Середня річна температура становить 2,3°C, середня максимальна – 23,3°C, а середня мінімальна – -23,8°C. Середня річна кількість опадів – 617 мм.
| Клімат поселення                              | Клімат поселення | Клімат поселення | Клімат поселення | Клімат поселення | Клімат поселення | Клімат поселення | Клімат поселення | Клімат поселення | Клімат поселення | Клімат поселення | Клімат поселення | Клімат поселення | Клімат поселення |
| Показник                                      | Січ.             | Лют.             | Бер.             | Квіт.            | Трав.            | Черв.            | Лип.             | Серп.            | Вер.             | Жовт.            | Лист.            | Груд.            |                  |
| Середній максимум, °C                         | −11,39           | −7,05            | 0,10             | 9,39             | 17,34            | 22,52            | 23,31            | 22,20            | 16,90            | 10,01            | −0,14            | −9,19            |                  |
| Середня температура, °C                       | −17,6            | −13,29           | −6,11            | 3,20             | 11,10            | 16,30            | 18,40            | 17,30            | 12,00            | 5,10             | −5,07            | −14,12           |                  |
| Середній мінімум, °C                          | −23,82           | −19,49           | −12,34           | −3,06            | 4,90             | 10,09            | 13,47            | 12,32            | 7,06             | 0,20             | −10              | −19,04           |                  |
| Норма опадів, мм                              | 29               | 20               | 24               | 32               | 68               | 104              | 88               | 76               | 62               | 49               | 34               | 31               |                  |
| Середньомісячна швидкість вітру, м/с          | 3.80             | 3.70             | 4.00             | 4.10             | 4.30             | 3.80             | 3.40             | 3.50             | 3.90             | 4.20             | 4.14             | 3.80             |                  |
| Середньомісячна сонячна радіація, кДж/м²·день | 4630             | 7930             | 12601            | 17034            | 19719            | 20712            | 21140            | 18112            | 12667            | 7504             | 4262             | 3340             |                  |
| --------------------------------------------- | ---------------- | ---------------- | ---------------- | ---------------- | ---------------- | ---------------- | ---------------- | ---------------- | ---------------- | ---------------- | ---------------- | ---------------- | ---------------- |
| Джерело:                                      |                  |                  |                  |                  |                  |                  |                  |                  |                  |                  |                  |                  |                  |